# Hypericum collinum
Hypericum collinum är en johannesörtsväxtart som beskrevs av Adelbert von Chamisso och Schlecht.. Hypericum collinum ingår i släktet johannesörter, och familjen johannesörtsväxter. Inga underarter finns listade i Catalogue of Life.